# 山下重一
山下 重一（やました しげかず、1926年2月24日 - 2016年4月1日 ）は、日本の政治学者。國學院大學名誉教授、専攻は政治思想史。
東京都世田谷区深沢出身。1948年東京大学経済学部卒業。1951年同法学部卒業。ジョン・スチュアート・ミル、ジェレミー・ベンサムの研究において業績を残す。

## 著書

### 単著
- 『イギリス政治思想史』小峰書店、1968年
- 『Ｊ・Ｓ・ミルの思想形成』小峰書店、1971年
- 『Ｊ・Ｓ・ミルの政治思想』木鐸社、1976年
- 『スペンサーと日本近代』御茶の水書房、1983年
- 『英学史の旅』御茶の水書房、1995年
- 『ジェームズ・ミル』研究社出版、1997年
- 『Ｊ・Ｓ・ミルジャマイカ事件』御茶の水書房、1998年

### 共著
- 『英国と日本』自由社、1975年
- 『国家思想史』下、青木書店、1980年
- 『イギリス思想と近代日本』北樹出版、1992年
- 『転換期としての日本近代』叢書転換期のフィロソフィー、ミネルヴァ書房、1996年
- 『イギリス理想主義の展開と河合栄治郎』世界思想社、2014年

### 編著
- 『近代イギリス政治思想史』木鐸社、1988年

### 訳著
- トーニー「獲得社会」『世界の思想』第17巻、河出書房、1963年
- ベンサム「道徳および立法の諸原理序説」『世界の名著』第38巻、中央公論社、1967年
- モーリス・クランストン著、山下重一、中野好之、岡和田常忠訳『政治的対話篇』（みすず書房、1973年）
- Ｊ・Ｓ・ミル『アメリカの民主主義』社会科学ゼミナール、未来社、1979年
- Ｊ・Ｓ・ミル『Ｊ・Ｓ・ミル初期著作集』第１～４巻、御茶の水書房、1979、1980、1980、1997年
- Ｊ・Ｓ・ミル『ミル自伝初期草稿』御茶の水書房、1982年
- モーリス・クランストン編『西欧の政治哲学者』木鐸社、1987年
- アレクサンダー・ベイン（英語版）著、山下重一、矢島杜夫訳『J. S. ミル評伝』（御茶の水書房、1993年）
- Ｊ・Ｓ・ミル『評注ミル自伝』御茶の水書房、2003年

## その他
- 山下重一、小林宏編『長岡市史双書 No.37 城泉太郎著作集』（長岡市、1998年）